# Nazli Sabri
Nazli Sabri (arab. نازلى صبرى; ur. 25 czerwca 1894, zm. 29 maja 1978) – królowa Egiptu i Sudanu w latach 1919-1936, druga żona króla Fu’ada I. Była córką Abd ar-Rahima Paszy Sabriego, egipskiego ministra rolnictwa i gubernatora Kairu. Miała pochodzenie tureckie, greckie i francuskie .

Z jej związku z królem Fuadem urodziło się pięcioro dzieci:
- Faruk I (1920-1965) – następca tronu, późniejszy król Egiptu
- Fauzijja bint Fu’ad (1921-2013) – późniejsza królowa Iranu, pierwsza żona Mohammada Rezy Pahlawiego
- Fa’iza bint Fu’ad (1923-1994)
- Fajka bint Fu’ad (1926-1983)
- Fathijja bint Fu’ad (1930-1976)

Po śmierci męża w 1936 roku Nazli Sabri przyjęła tytuł Królowej Matki. W 1950 roku przeszła na katolicyzm i straciła tytuły. W 1952 roku, po rewolucji Wolnych Oficerów, jej syn Faruk został zmuszony do zrzeczenia się tronu na rzecz jej wnuka Fu’ada II, mającego wówczas pół roku. Wkrótce potem zniesiono monarchię i cała rodzina królewska udała się na wygnanie. Nazli Sabri umarła w USA w 1978 roku, 13 lat po śmierci syna.
W 1917 została odznaczona egipską wielką wstęgą Orderu Doskonałości z brylantami.